# Muchacho con un perro
Muchacho con un perro es un cuadro del pintor Bartolomé Esteban Murillo, realizado entre 1655 y 1660, que se encuentra en el Museo del Hermitage de San Petersburgo, Rusia.
El cuadro representa a un niño harapiento, pícaro y alegre, jugueteando con un perro, y que es el modelo temático de muchos cuadros de Murillo, niños víctimas de la penuria que a mediados del siglo XVII, afectaba a una Sevilla ahogada por los impuestos y la competencia de Cádiz, después de la peste de 1649.